# Albin Grundelstjerna
Albin Grundelstierna, före adlandet Müller, född 2 augusti 1665 i Stockholm, död 8 maj 1730 i Stockholm, var en svensk advokatfiskal, kammarråd och brukspatron.
Han var son till guldsmeden Henrik Müller (1615-1690) och Elsa Henriksdotter Grundel (1625-1679) samt gift första gången 1690 med Margareta Rudbeckia (1674-1710) som var dotter till lektorn i Västerås Johannes Nicolai Rudbeckius och andra gången 1713 med Catharina Insenstierna (1689-1762) som var dotter till kommissarien Henrik Insen adlad Insenstierna.
Müller blev student vid Uppsala universitet 1676 och notarie i kammarrevisionen 1689. Han blev vice fiskal i kammarkollegium 1699 och advokatfiskal där 1708. Han fick avsked som kammarråd 1725. Tillsammans med vicepresidenten i Svea hovrätt Henrik Scheffer köpte han 1695 från Jöns Erikson Grubbs dödsbo Svartåverken. Men tiden som bruksägare blev kort redan 1698 sålde man verksamheten vidare till Reinhold Tersmeden. Han ägde järnbruket Östanbro vid kusten i Sandarne när det brändes ner av ryska soldater 1721. Grundelstierna, ville då bygga ett nytt järnbruk mer skyddat inåt landet. Han ansökte om att få flytta privilegierna till Kila å och när Catharina Bröms fick reda på sin konkurrents planer protesterade hon till Bergskollegium och hävdade att bygget skulle påverka hennes skogstillgångar negativt. Hon ansökte samtidigt om att själv få uppföra en stångjärnshammare alldeles bredvid Grundelstiernas bruksplats år 1725 startades tillverkning i det nyuppförda Kilafors järnbruk. Efter en tid gav Grundelstierna upp. Han sålde sin mark till Ulf Crispin och Görgen Fockler från Gävle som senare sålde den vidare till Catharina Bröms som 1726 fick bruksprivilegium med nio års frihet från tionde och hammarskatt. Tillsammans med sin måg advokatfiskalen Julius Göös (1687-1740) adlades han Grundelstierna 1719 och introducerades under nummer 1612. Grundelstierna är begraven i Klara kyrka, Stockholm.